# 羽後龜田站
羽後龜田站（日语：／ Ugo-Kameda eki */?）是位於秋田縣由利本莊市松崎，屬於東日本旅客鐵道（JR東日本）的羽越本線車站。

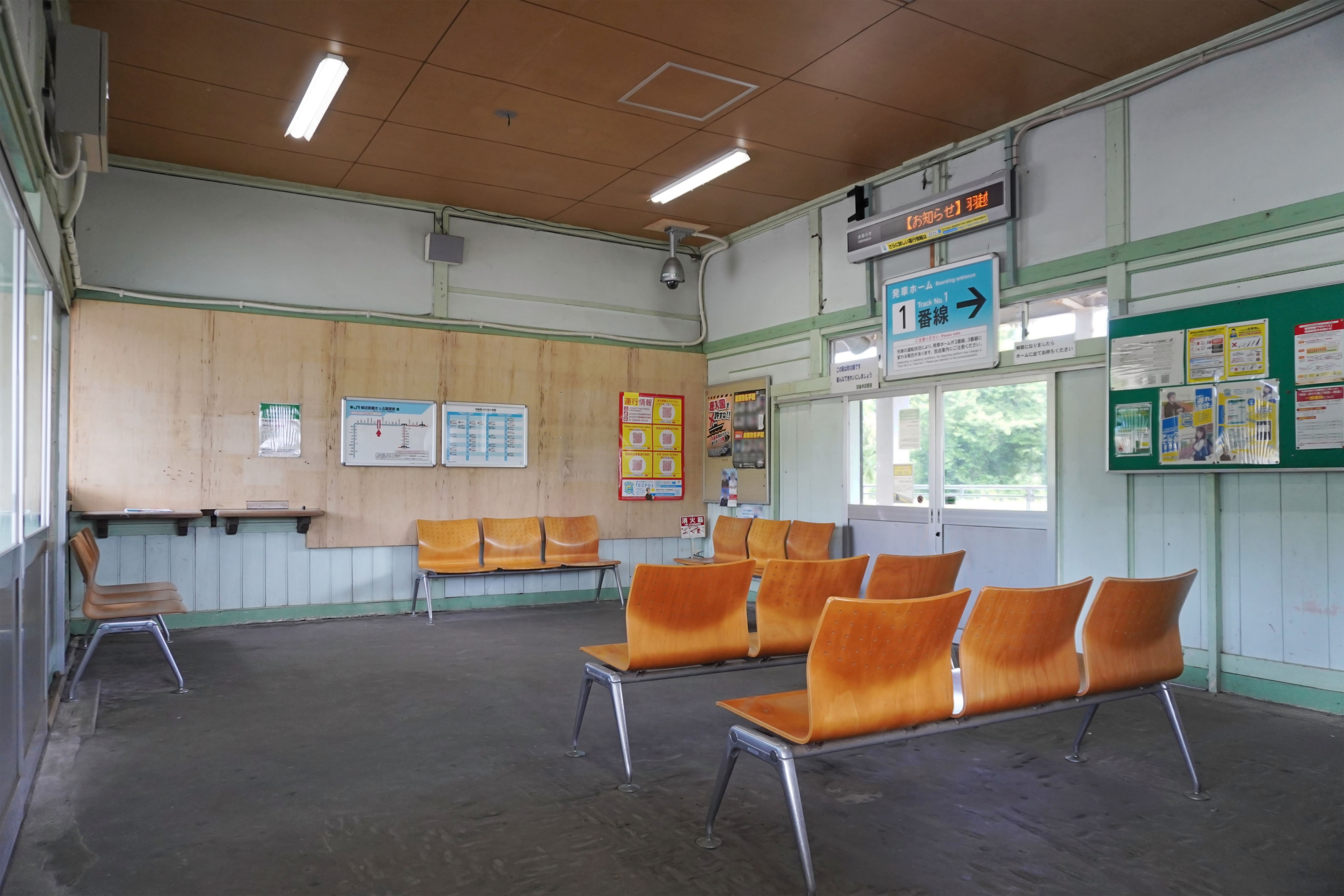
車站內部（2024年5月）

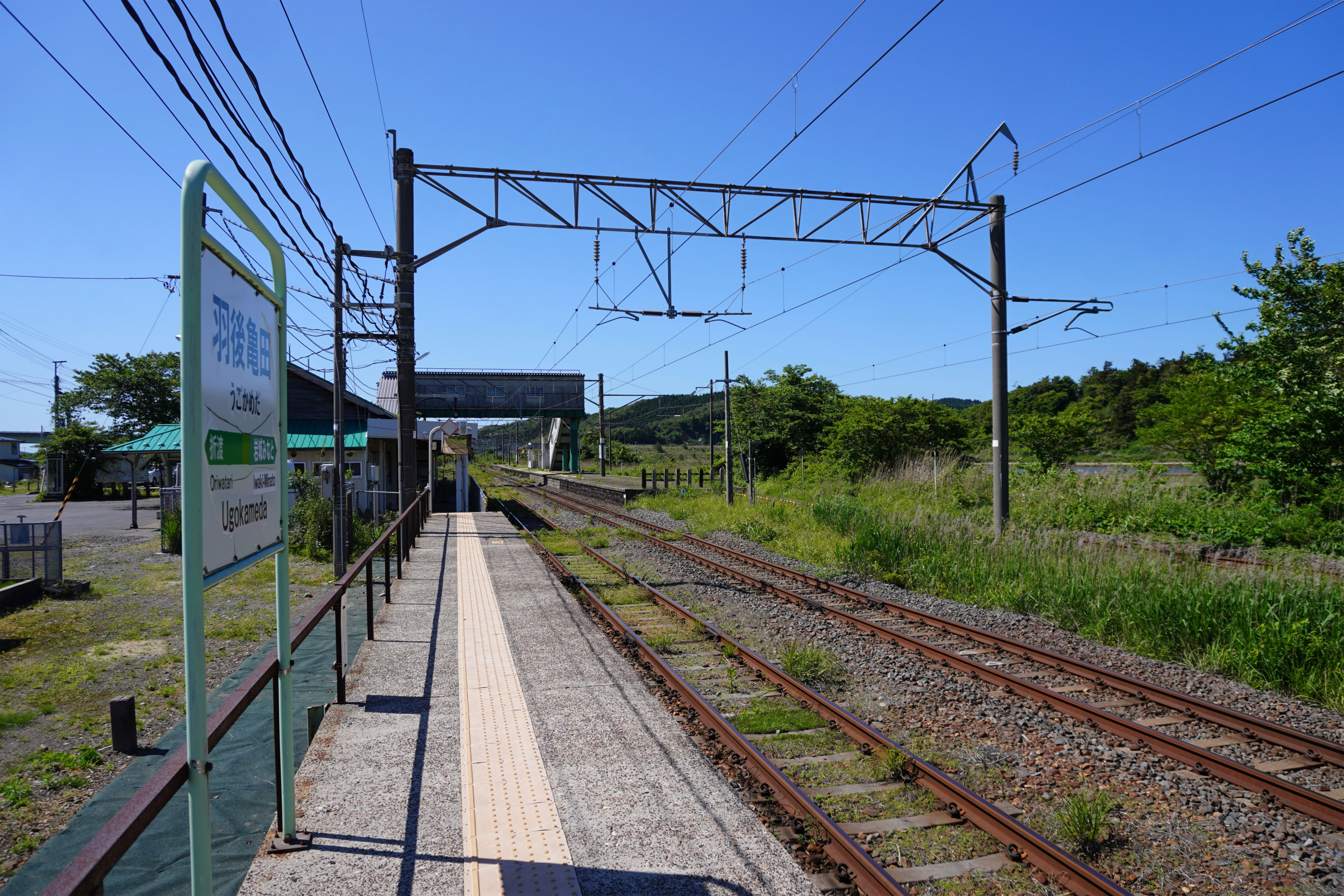
月台（2024年5月）

## 歷史
- 1920年（大正9年）7月30日：國鐵羽越北線道川站至羽後龜田站之間開通，此站啟用。當時位於由利郡（日语：由利郡）松崎村（日语：松ヶ崎村 (秋田県)）[1]。
- 1924年（大正13年）4月20日：羽後龜田站至羽後岩谷站之間開通。羽後岩谷站至秋田站之間編入至羽越線。
- 1925年（大正14年）11月20日：隨著支線與赤谷線啟用，羽越線改名為羽越本線。
- 1981年（昭和56年）10月15日：成為簡易委託車站[2][3]。
- 1987年（昭和62年）4月1日：伴隨國鐵分割民營化，車站由東日本旅客鐵道（JR東日本）營運。

## 車站構造
本站是地面車站，設有1面1線的單式月台和1面2線的島式月台，共有2面3線的月台。各月台之間透過跨線橋連接。而在1號月台近秋田一方設有0號月台的缺角式月台。此站是由羽後本莊站管理的簡易委託車站，並委托由利本莊市負責車站業務。

### 月台
| 月台 | 路線      | 上下行     | 方向       |
| ---- | --------- | ---------- | ---------- |
| 1    | ■羽越本線 | （待避線） | （待避線） |
| 2    | ■羽越本線 | 下行       | 秋田方向   |
| 3    | ■羽越本線 | 上行       | 酒田方向   |

## 使用狀況
根據「JR東日本」資料，在2019年度（令和元年度）1日平均乘車人次為53人。
以下列出近年乘車人次的變化：
| 年度               | 1日平均 乘車人次 | 參考資料        |
| ------------------ | ---------------- | --------------- |
| 2000年（平成12年） | 217              | [ 利用客数 2 ]  |
| 2001年（平成13年） | 202              | [ 利用客数 3 ]  |
| 2002年（平成14年） | 202              | [ 利用客数 4 ]  |
| 2003年（平成15年） | 192              | [ 利用客数 5 ]  |
| 2004年（平成16年） | 179              | [ 利用客数 6 ]  |
| 2005年（平成17年） | 151              | [ 利用客数 7 ]  |
| 2006年（平成18年） | 136              | [ 利用客数 8 ]  |
| 2007年（平成19年） | 125              | [ 利用客数 9 ]  |
| 2008年（平成20年） | 109              | [ 利用客数 10 ] |
| 2009年（平成21年） | 106              | [ 利用客数 11 ] |
| 2010年（平成22年） | 108              | [ 利用客数 12 ] |
| 2011年（平成23年） | 98               | [ 利用客数 13 ] |
| 2012年（平成24年） | 91               | [ 利用客数 14 ] |
| 2013年（平成25年） | 89               | [ 利用客数 15 ] |
| 2014年（平成26年） | 70               | [ 利用客数 16 ] |
| 2015年（平成27年） | 76               | [ 利用客数 17 ] |
| 2016年（平成28年） | 68               | [ 利用客数 18 ] |
| 2017年（平成29年） | 67               | [ 利用客数 19 ] |
| 2018年（平成30年） | 60               | [ 利用客数 20 ] |
| 2019年（令和元年） | 53               | [ 利用客数 1 ]  |

## 車站周邊
- 由利本莊市政廳龜田出張所
- 龜田郵局
- 松崎郵局
- 日本海東北自動車道 松崎龜田交流道

## 巴士路線
「羽後龜田站」巴士站
- 羽後交通松崎線 (本莊營業所〜羽後龜田站)
- 由利本莊市社區巴士 (岩城地域)[5]
  - 岩城線 (君野竹屋〜瀧俁宮之下)
  - 南澤線 (上蛇田〜龜田出張所)

## 相鄰車站
東日本旅客鐵道
■羽越本線
□快速（只有下行1班）
羽後岩谷→ 羽後龜田→新屋
■普通
羽後岩谷－折渡（※）－羽後龜田－（二古信號站）－岩城港
（※）部分列車不停折渡站。

## 注腳

### 使用狀況
1. 1 2  . 東日本旅客鉄道.   [2020-07-13]. （原始内容存档于2020-07-10） （日语）.
2. ↑  . 東日本旅客鉄道.   [2019-02-28]. （原始内容存档于2018-02-13） （日语）.
3. ↑  . 東日本旅客鉄道.   [2019-02-28]. （原始内容存档于2019-04-02） （日语）.
4. ↑  . 東日本旅客鉄道.   [2019-02-28]. （原始内容存档于2019-04-02） （日语）.
5. ↑  . 東日本旅客鉄道.   [2019-02-28]. （原始内容存档于2019-04-02） （日语）.
6. ↑  . 東日本旅客鉄道.   [2019-02-28]. （原始内容存档于2019-04-02） （日语）.
7. ↑  . 東日本旅客鉄道.   [2019-02-28]. （原始内容存档于2017-08-08） （日语）.
8. ↑  . 東日本旅客鉄道.   [2019-02-28]. （原始内容存档于2019-03-27） （日语）.
9. ↑  . 東日本旅客鉄道.   [2019-02-28]. （原始内容存档于2017-08-08） （日语）.
10. ↑  . 東日本旅客鉄道.   [2019-02-28]. （原始内容存档于2019-04-02） （日语）.
11. ↑  . 東日本旅客鉄道.   [2019-02-28]. （原始内容存档于2019-04-02） （日语）.
12. ↑  . 東日本旅客鉄道.   [2019-02-28]. （原始内容存档于2016-03-27） （日语）.
13. ↑  . 東日本旅客鉄道.   [2019-02-28]. （原始内容存档于2019-04-02） （日语）.
14. ↑  . 東日本旅客鉄道.   [2019-02-28]. （原始内容存档于2019-04-02） （日语）.
15. ↑  . 東日本旅客鉄道.   [2019-02-28]. （原始内容存档于2016-03-04） （日语）.
16. ↑  . 東日本旅客鉄道.   [2019-02-28]. （原始内容存档于2019-03-26） （日语）.
17. ↑  . 東日本旅客鉄道.   [2019-02-28]. （原始内容存档于2017-08-12） （日语）.
18. ↑  . 東日本旅客鉄道.   [2019-02-28]. （原始内容存档于2017-10-01） （日语）.
19. ↑  . 東日本旅客鉄道.   [2019-02-28]. （原始内容存档于2019-03-25） （日语）.
20. ↑  . 東日本旅客鉄道.   [2019-07-21]. （原始内容存档于2020-05-14） （日语）.

## 外部連結
- 車站資訊（羽後龜田）：東日本旅客鐵道（日語）